# Langues en Guinée-Bissau
La langue officielle de la Guinée-Bissau est le portugais. Le créole bissau-guinéen est officiellement reconnu comme langue régionale, c'est la principale langue véhiculaire du pays, et est parlée par une très large partie de la population ; c’est un des plus anciens créoles de portugais. La majorité des langues locales sont des langues atlantiques. Plusieurs langues mandées sont aussi locales.

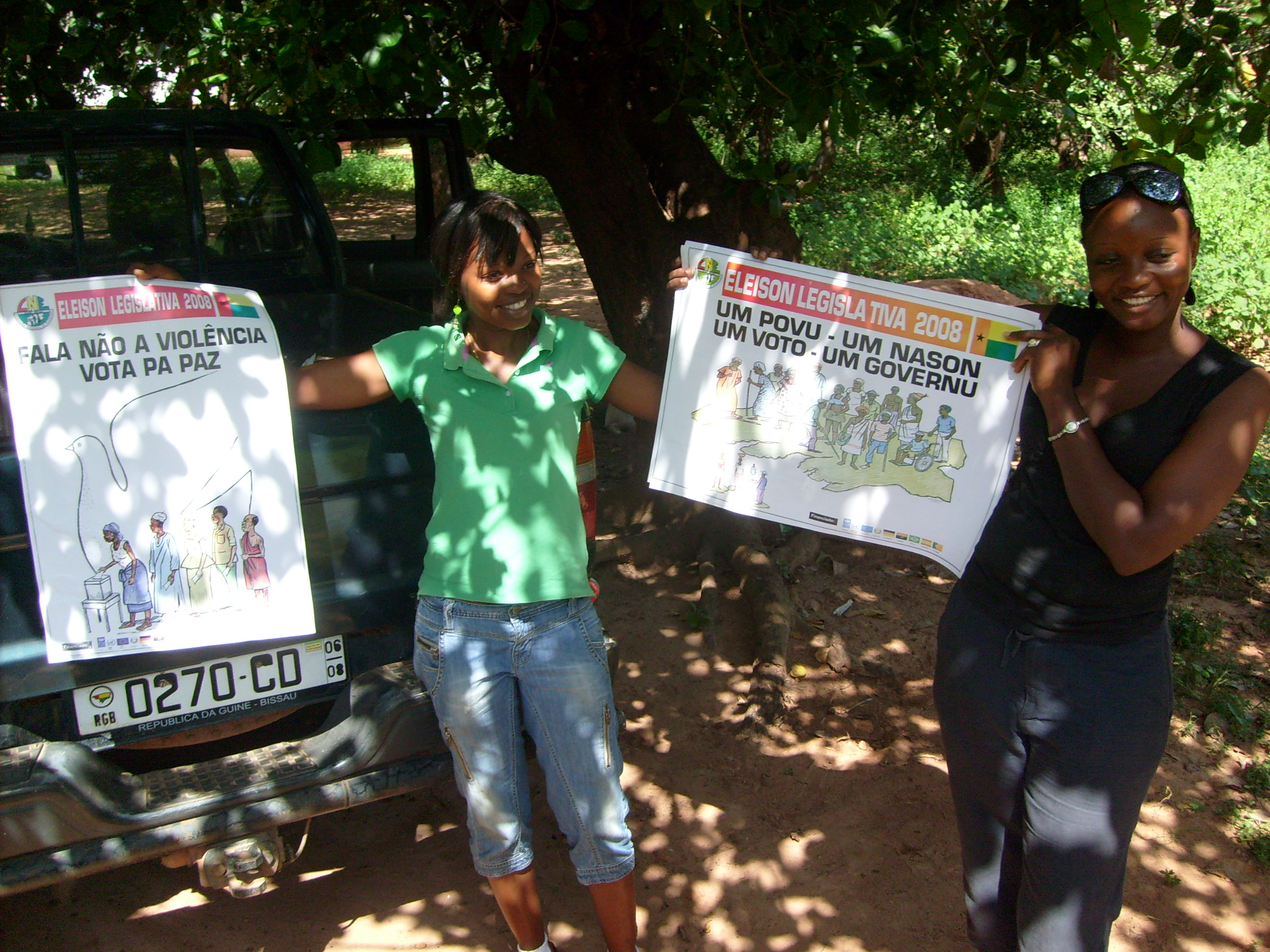
Affiches d'éducation pour les électeurs en créole aux élections législatives en Guinée-Bissau, 2008, photo prise dans la région de Biombo.

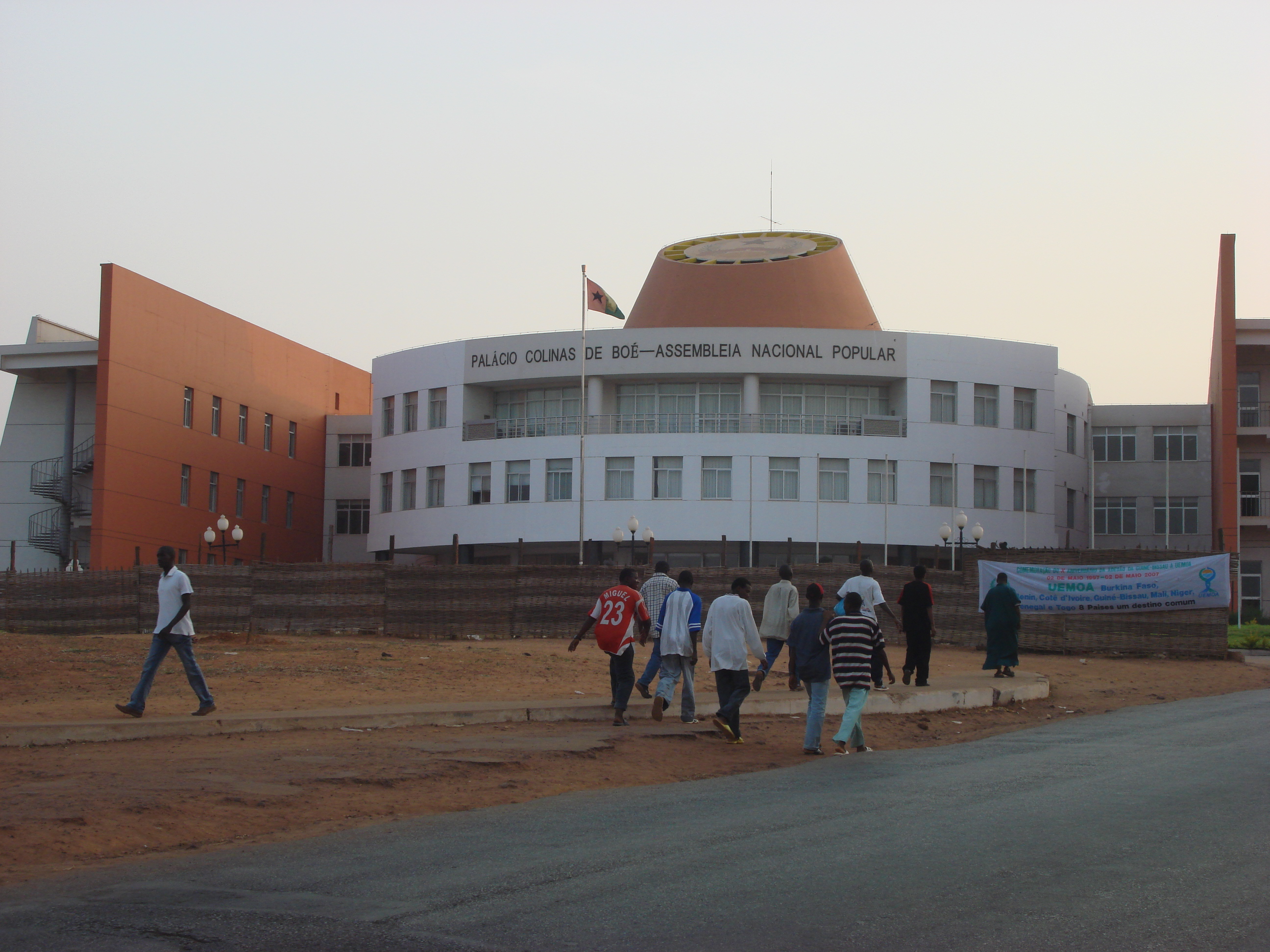
L'Assemblée nationale avec des panneaux en portugais.

 Le français est enseigné dans les écoles comme langue étrangère, car la Guinée-Bissau est entourée de pays francophones et est membre à part entière de la Francophonie ainsi que de la CPLP lusophone. L'anglais est également enseigné mais dans une moindre mesure que le français.

## Locuteurs (en 1988)
Langues atlantiques :
- balante, 254 000
- peul, 169 000
- manjaque, 118 000
- papel, 59 000
- mancagne, 25 000
- biafada, 18 000
- padjadinca, 12 000
- bijago, 16 000
- diola, 15 000
- mansonka, 9 000
- baïote, 5 000
- nalu, 5 000
- kasanga, 400
- cobiana, 300

Langues mandées :
- mandingue, 96 000
- sarakolé ou soninke 2 000
- soussou, 2 000
- djakanka